# Álvaro Eugenio de Mendoza Caamaño y Sotomayor
Álvaro Eugenio de Mendoza Caamaño y Sotomayor (ur. 14 listopada 1671 w Madrycie, zm. 23 stycznia 1761 tamże) – hiszpański duchowny katolicki, kardynał, Patriarcha Zachodnich Indii.

## Życiorys
Pochodził z arystokratycznego rodu. Święcenia kapłańskie przyjął w lipcu 1715. 20 stycznia 1734 został wybrany patriarchą Zachodnich Indii i tytularnym biskupem Farsalos. Sakrę biskupią otrzymał 9 maja 1734 w Madrycie z rąk arcybiskupa Domingo Valentína Guerry Arteagi y Leiby (współkonsekratorami byli biskupi Benito Madueño Ramos i Dionisio Mellado Eguíluz). 10 kwietnia 1747 Benedykt XIV wyniósł go do godności kardynała prezbitera. Nie brał udziału w konklawe wybierającym Klemensa XIII.